# Список произведений Ивлина Во
Ивлин Во (1903 — 1966) — британский писатель, журналист и обозреватель, как правило, рассматривается как один из ведущих английских прозаиков двадцатого века.

## Романы
- «Храм в Соломе» / англ. The Temple at Thatch (1924 — 1925)
- «Упадок и разрушение» / англ. Decline and Fall (1928)
- «Мерзкая плоть» / англ. Vile Bodies (1930)
- «Черная напасть» / англ. Black Mischief (1932)
- «Пригоршня праха» / англ. A Handful of Dust (1934)
- «Сенсация» / англ. Scoop (1938)
- «Не жалейте флагов» / англ. Put Out More Flags (1942)
- «Возвращение в Брайдсхед: Священные и светские воспоминания капитана Чарльза Райдера» / англ. Brideshead Revisited: The Sacred and Profane Memories of Captain Charles Ryder (1945)
- «Незабвенная» / англ. The Loved One (1948)
- «Елена» / англ. Helena (1950)
- «Люди при оружии» / англ. Men at Arms (1952)
- «Любовь среди руин: Романс о ближайшем будущем» / англ. Love Among the Ruins: A Romance of the Near Future (1953)
- «Офицеры и Джентльмены» / англ. Officers and Gentlemen (1955)
- «Испытание Гилберта Пинфолда» / англ. The Ordeal of Gilbert Pinfold (1957)
- «Безоговорочная капитуляция» / англ. Unconditional Surrender (1961)
- «Меч почета» / англ. Sword of Honour (1965)